# Daniel Becke
Daniel Becke (nascido em 12 de março de 1978) é um ex-ciclista alemão. Ganhou a medalha de ouro na perseguição por equipes dos Jogos Olímpicos de Sydney 2000. Os outros ciclistas da equipe foram Guido Fulst, Robert Bartko, Jens Lehmann e Olaf Pollack. Retirou-se do esporte em 2008.